# Synagoge (Merchingen)

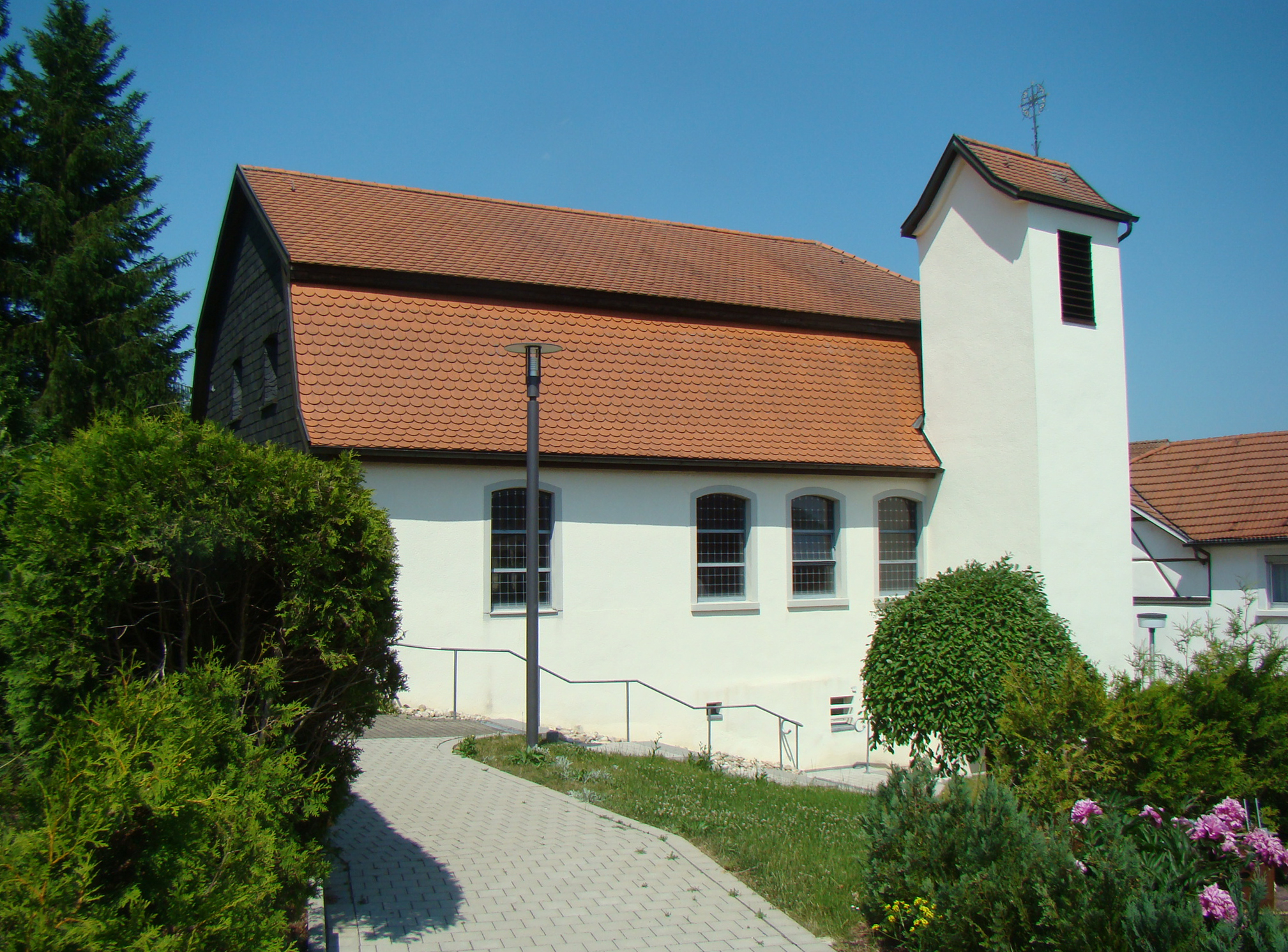
Ehemalige Synagoge in Merchingen, der Turm wurde um 1950 beim Umbau zur katholischen Kirche angebaut

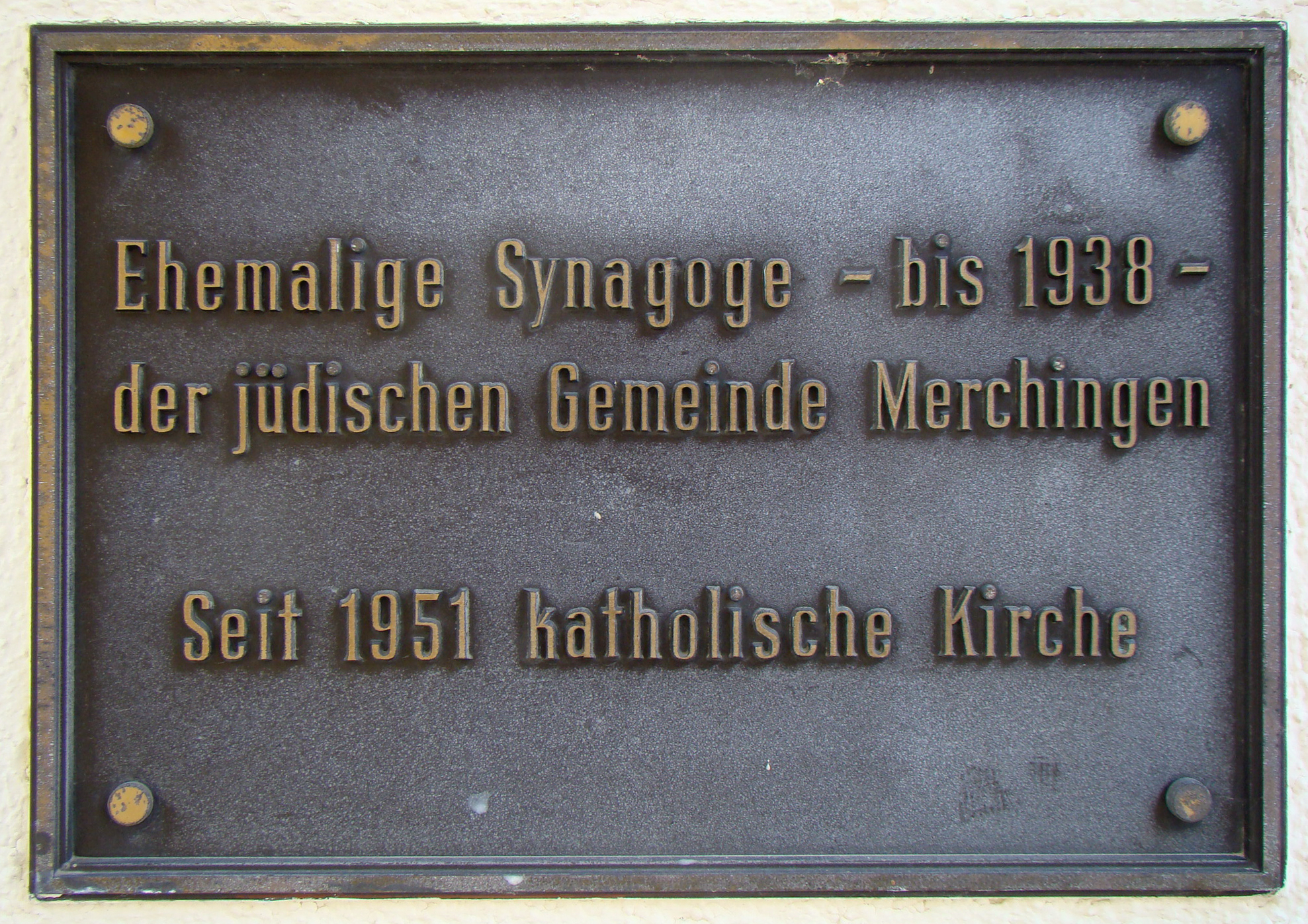
Gedenktafel

Die Synagoge in Merchingen, einem Stadtteil von Ravenstein im Neckar-Odenwald-Kreis im nördlichen Baden-Württemberg, wurde Mitte des 19. Jahrhunderts eingerichtet. Die profanierte Synagoge steht am Buchenweg 15.

## Geschichte
Beim Novemberpogrom 1938 wurde die Inneneinrichtung der Synagoge von auswärtigen Nationalsozialisten zerstört. Am 5. Februar 1940 kaufte die Gemeinde Merchingen das Synagogengebäude und nutzte es danach als Turnhalle.
1950 wurde die ehemalige Synagoge an die katholische Kirchengemeinde Hüngheim verkauft, die hierin ihre Filialkirche in Merchingen einrichtete. Der Kirchturm mit zwei Glocken wurde zu dieser Zeit angebaut.
Bei der Renovierung von 1975 bis 1977 fand man in der Dachverschalung eine Genisa mit Resten von religiösen Schriften, Schächtmessern und anderen Ritualien.

## Gedenken
Am 6. November 1983 wurde an der ehemaligen Synagoge ein Gedenkstein enthüllt, den der Künstler Bernhard Reißfelder aus Osterburken geschaffen hat. Der damalige badische Landesrabbiner Nathan Peter Levinson hielt eine Ansprache. Wenige Wochen später wurde der Gedenkstein mit einer Bronzetafel ergänzt.